# Fort Augustus
Fort August es un asentamiento situado en los Tierras Altas de Escocia, al sudoeste del lago Ness. El nombre: gaélico para el pueblo moderno es Cille Chuimein.

## Historia
Algunos historiadores como G. Mcdonalds -tras el hallazgo de un tesoro de monedas romanas en 1767 cerca de la antigua abadía benedictina de la ciudad- escribieron sobre la posibilidad de que Fort Augustus se construyera sobre una pequeña fortificación romana construida durante el imperio de Diocleciano.
Hasta el siglo XVIII temprano el poblamiento se apellidó Kiliwhimin. Fue rebautizado Fort Augustus después del alzamiento jacobita de 1715. La etimología aceptada es que el poblamiento recibió su nombre de Santo Cummein de Iona, quién construyó una iglesia allí. Otras hipótesis apuntan a que fue nombrado Ku Chuimein después de que uno de dos abades de Iona del clan Comyn, cuya placa Lus mhic Chuimein refiere a la planta de comino. También se plantea que denominó Cill a' Chuimein ("Comyn' Burialplace") después del último Comyn en Lochaber.
En el periodo posterior del levantamiento jacobita en 1715, el general Vadea construyó un fuerte (labor que llevó de 1729 hasta 1742), que fue nombrado después del Duque de Cumberland. Vadea había planeado construir una ciudad alrededor del cuartel nuevo y llamarlo Wadesburgh. El poblamiento creció y finalmente tomó el nombre de este fuerte. Estuvo capturado por los jacobitas en abril 1745, justo antes de la Batalla de Culloden.
En 1867, el asentamiento fue vendido a la familia Lovat. En 1876 pasaron el sitio y tierra al orden benedictina. Los monjes establecieron la abadía de Fort August y más tarde una escuela. La escuela funcionó hasta que 1993, cuando cierra a causa de los cambios en los patrones educativos en Escocia. Los monjes convirtieron el cuartel en el centro de patrimonio privado más grande en Escocia, que funcionó desde 1994 hasta 1998. Aun así, el centro de patrimonio falló para generar beneficio suficiente para mantener los edificios. En 1998 los monjes abandonados el sitio, y él reverted al Lovat familiar cuál en girar vendido lo a Terry Nutkins. También posea el Lovat Hotel que posiciones en el sitio del viejo Kilwhimen Cuartel, uno de cuatro construido en 1718. Este sitio alberga la pared de cortina del oeste del viejo Fort, intacto con troneras de pistola. El Lovat era originalmente construido como el Hotel de Estación local.

## Infraestructura

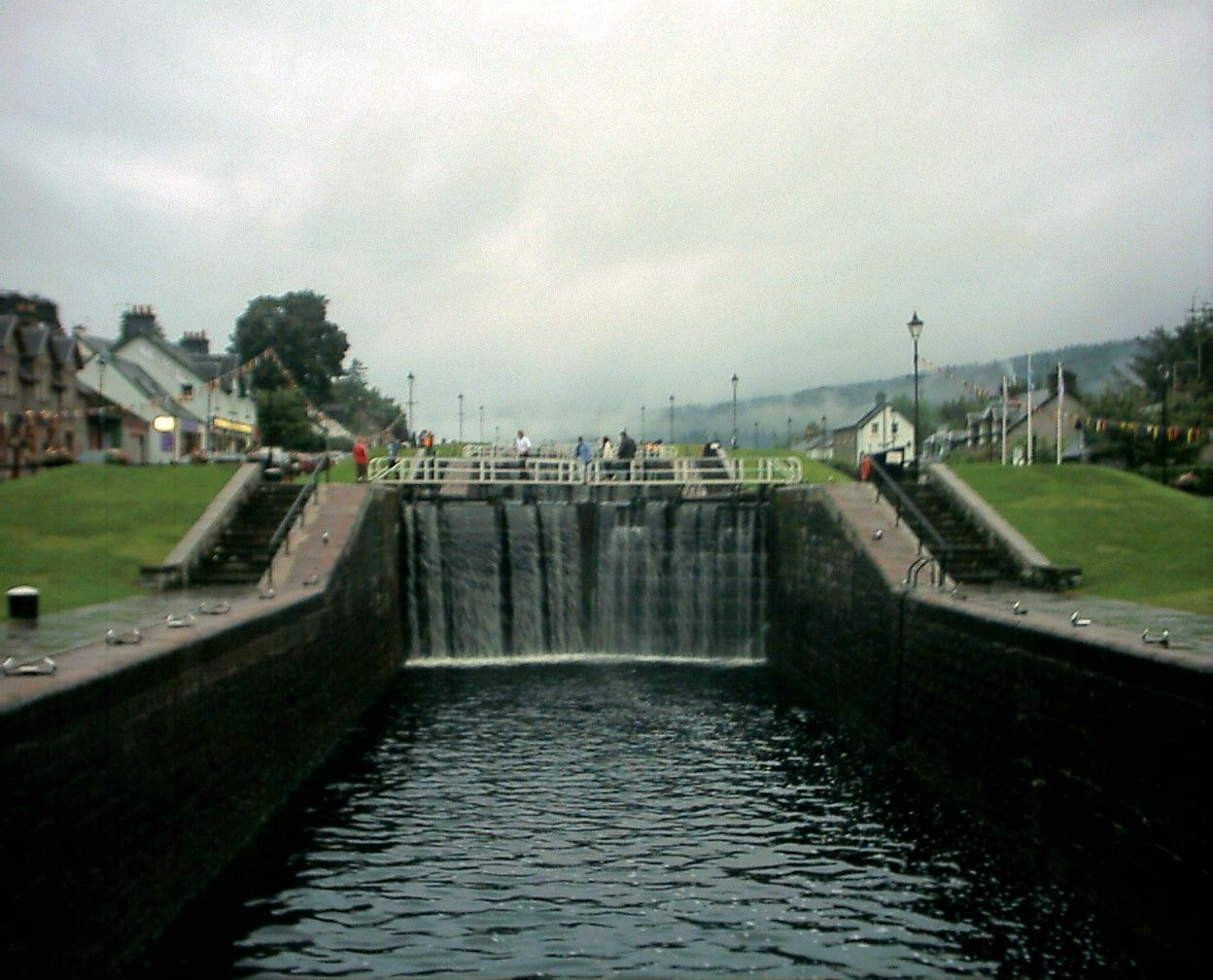
Cerraduras en el Caledonian Canal en Fort Augustus

El pueblo estuvo conectado por un ferrocarril, desde el puente de Spean hasta un apeadero en los bancos del lago Ness, operativo desde 1903 hasta 1933. Fueron construidos por la compañía del Ferrocarril Británico del Norte, aunque inicialmente fuera dirigido por el Ferrocarril de las Tierras Altas. El Caledonian es el canal que conecta Fort William a Invernessy pasa a través de Fort Augustus.
El pueblo está servido por el Cill Chuimein Centro Médico.
El pueblo tiene ambos una escuela primaria y un secundario escolar @– Kilchuimen Escuela Primaria y Kilchuimen Academia @– cuáles comparten un campus.

## Clima
Cuando con el resto de las Islas Británicas y Escocia, Fort Augustus experimenta un clima marítimo con veranos frescos e inviernos suaves. Cuando con mucho del área circundante, niveles de sol son abajo, alrededor 1000 horas por annum, y las temperaturas imprevisibles - Fort Augustus aguanta la junta del Reino Unido registro de temperatura de mayo más bajo de −9,4 grados Celsius (15,1 °F) °C (15.1 ), también el punto más tardío en corrido hasta verano tal temperatura ha sido grabada sugiriéndolo puede devenir una trampa de helada en noches claras tranquilas debido a su ubicación de valle. Aquel mismo bajo lying la topografía también puede dar aumento a algunos temperaturas altas de vez en cuando - Fort Augustus aguantó el Reino Unido registro de temperatura alto diario para 16 diciembre para casi 80 años.
| Parámetros climáticos promedio de Fort Augustus 1971-2000, 21m asl, (Sunshine and Rainfall, 1951-1980) | Parámetros climáticos promedio de Fort Augustus 1971-2000, 21m asl, (Sunshine and Rainfall, 1951-1980) | Parámetros climáticos promedio de Fort Augustus 1971-2000, 21m asl, (Sunshine and Rainfall, 1951-1980) | Parámetros climáticos promedio de Fort Augustus 1971-2000, 21m asl, (Sunshine and Rainfall, 1951-1980) | Parámetros climáticos promedio de Fort Augustus 1971-2000, 21m asl, (Sunshine and Rainfall, 1951-1980) | Parámetros climáticos promedio de Fort Augustus 1971-2000, 21m asl, (Sunshine and Rainfall, 1951-1980) | Parámetros climáticos promedio de Fort Augustus 1971-2000, 21m asl, (Sunshine and Rainfall, 1951-1980) | Parámetros climáticos promedio de Fort Augustus 1971-2000, 21m asl, (Sunshine and Rainfall, 1951-1980) | Parámetros climáticos promedio de Fort Augustus 1971-2000, 21m asl, (Sunshine and Rainfall, 1951-1980) | Parámetros climáticos promedio de Fort Augustus 1971-2000, 21m asl, (Sunshine and Rainfall, 1951-1980) | Parámetros climáticos promedio de Fort Augustus 1971-2000, 21m asl, (Sunshine and Rainfall, 1951-1980) | Parámetros climáticos promedio de Fort Augustus 1971-2000, 21m asl, (Sunshine and Rainfall, 1951-1980) | Parámetros climáticos promedio de Fort Augustus 1971-2000, 21m asl, (Sunshine and Rainfall, 1951-1980) | Parámetros climáticos promedio de Fort Augustus 1971-2000, 21m asl, (Sunshine and Rainfall, 1951-1980) |
| Mes | Ene.                                                                                                   | Feb.                                                                                                   | Mar.                                                                                                   | Abr.                                                                                                   | May.                                                                                                   | Jun.                                                                                                   | Jul.                                                                                                   | Ago.                                                                                                   | Sep.                                                                                                   | Oct.                                                                                                   | Nov.                                                                                                   | Dic.                                                                                                   | Anual                                                                                                  |
| --- | --- | --- | --- | --- | --- | --- | --- | --- | --- | --- | --- | --- | --- |
| Temp. máx. media (°C)                                                                                  | 5.9 | 6.5 | 8.3 | 10.9                                                                                                   | 14.3                                                                                                   | 16.4                                                                                                   | 18.4                                                                                                   | 18.2                                                                                                   | 15.2                                                                                                   | 11.8                                                                                                   | 8.2 | 6.4 | 11.7                                                                                                   |
| Temp. mín. media (°C)                                                                                  | 0.5 | 0.4 | 1.6 | 3.0 | 5.5 | 8.4 | 10.6                                                                                                   | 10.3                                                                                                   | 8.2 | 5.6 | 2.4 | 1.1 | 4.8 |
| Precipitación total (mm)                                                                               | 112 | 72 | 83 | 58 | 72 | 61 | 65 | 82 | 103 | 124 | 126 | 140 | 1098                                                                                                   |
| Horas de sol                                                                                           | 24.8                                                                                                   | 59.3                                                                                                   | 89.9                                                                                                   | 126.0                                                                                                  | 155.0                                                                                                  | 150.0                                                                                                  | 117.8                                                                                                  | 117.8                                                                                                  | 87.0                                                                                                   | 62.0                                                                                                   | 30.0                                                                                                   | 18.6                                                                                                   | 1044                                                                                                   |
| Fuente n.º 1: YR.NO                                                                                    | | | | | | | | | | | | | |
| Fuente n.º 2: ScotClim                                                                                 | | | | | | | | | | | | | |